# Adolf von Proschwitz (militär)
Adolf von Proschwitz, född 18 september 1817 i Hede församling, Göteborgs och Bohus län, död 24 november 1905 i Svarteborgs församling, samma län, var en svensk militär och politiker. Han var bror till Gustaf von Proschwitz.
von Proschwitz blev underlöjtnant vid Bohusläns regemente 1836, löjtnant där 1844, kapten 1856 och major i armén 1872. Han beviljades avsked ur krigstjänsten 1879. I riksdagen var von Proschwitz ledamot av andra kammaren 1867–1869, invald i Tunge, Sörbygdens och Sotenäs häraders valkrets. Han var även kommunalordförande och landstingsman.